# Jennifer Garner
Jennifer Anne Garner (født 17. april 1972 i Houston, Texas, USA) er en amerikansk skuespiller kendt for sin hovedrolle i tv-serien Alias, som er instrueret af J.J. Abrams (Mission Impossible og Lost).
Efter at have studeret kemi på universitetet, besluttede Garner sig for at blive skuespiller. Hun blev optaget på Yale Drama School. Hun begyndte sin karriere med en rolle i tv-serien Felicity, hvor hun også mødte sin første mand, Scott Foley. Parret blev dog skilt i 2004. Garner fik rollen som Sidney Bristow i Alias i 2001. Hun var i en periode kæreste med sin medspiller Michael Vartan, der også spiller hendes on/off-kæreste i serien. I 2005 blev hun gift med skuespilleren Ben Affleck, med hvem hun har døtrene Violet Anne Affleck (født 2005), Seraphina Rose Elizabeth Affleck (født 2009) og sønnen Samuel Garner Affleck (født 2012).
Fritiden bruger hun på blandt andet kickboxing og madlavning.

## Filmografi
| År   | Titel                              | Rolle                 | Bemærkninger                                                                         |
| ---- | ---------------------------------- | --------------------- | ------------------------------------------------------------------------------------ |
| 1997 | The Fifth Element                  | Stewardesse           |                                                                                      |
| 1997 | Mr. Magoo                          | Stacey Sampanahoditra |                                                                                      |
| 1997 | Washington Square                  | Marian Almond         |                                                                                      |
| 1999 | The Pretender                      | Billie Vaughn         | TV-film                                                                              |
| 1999 | Aftershock: Earthquake in New York | Diane Agostini        | TV-film                                                                              |
| 2000 | Dude, Where's My Car?              | Wanda                 |                                                                                      |
| 2001 | Pearl Harbor                       | Sygeplejersken Sandra |                                                                                      |
| 2001 | Alias                              | Sydney Bristow        | 2001-2006 Golden Globe og SAG vinder, People's Choice Awards vinder, Emmy-nominering |
| 2002 | Catch Me If You Can                | Cheryl Ann            |                                                                                      |
| 2003 | Daredevil                          | Elektra Natchios      | MTV Movie Award vinder                                                               |
| 2004 | 13 snart 30                        | Jenna Rink            | MTV Movie Award-nominering                                                           |
| 2005 | Elektra                            | Elektra Natchios      | People's Choice Awards vinder, MTV Movie Award-nominering                            |
| 2007 | Catch and Release                  | Gray Wheeler          |                                                                                      |
| 2007 | The Kingdom                        | Janet Mayes           |                                                                                      |
| 2007 | Juno                               | Vanessa Loring        | Academy Award nomineret film                                                         |
| 2008 | Cyrano de Bergerac                 | Roxanne               |                                                                                      |
| 2009 | Forfulgt af eks'erne               | Jenny Perotti         |                                                                                      |
| 2009 | This Side of the Truth             | TBA                   |                                                                                      |
| 2009 | Be With You                        | TBA                   |                                                                                      |
| 2010 | Valentine's Day                    | Julia Fitzpatrick     |                                                                                      |